# 1921 no cinema

## Eventos
- É lançada, no Brasil, a revista de cinema A Scena Muda, a primeira e a que teve mais longa duração neste gênero, no país.
- Privatização, na Alemanha, da UFA, que a tornaria a maior concorrente europeia dos filmes hollywoodianos.

## Principais filmes estreados
- The Affairs of Anatol, com Gloria Swanson
- L'Atlantide, de Jacques Feyder
- Die Bergkatze, de Ernst Lubitsch, com Pola Negri
- Blade af Satans bog, de Carl Theodor Dreyer
- Camille, de Ray C. Smallwood, com Rudolfo Valentino e Alla Nazimova
- The Conquering Power, de Rex Ingram, com Rudolfo Valentino
- Dream Street (filme), de David W. Griffith
- Eldorado, de Marcel L'Herbier
- The Four Horsemen of the Apocalypse, de Rex Ingram, com Rudolfo Valentino
- Der Gang in die Nacht, de F. W. Murnau, com Conrad Veidt
- Das indische Grabmal zweiter Teil - Der Tiger von Eschnapur, de Joe May, roteiro de Thea von Harbou e Fritz Lang, com Conrad Veidt
- The Kid, de e com Charles Chaplin e com Edna Purviance e Jackie Coogan
- Körkarlen, de e com Victor Sjöström
- Little Lord Fauntleroy, de Alfred E. Green, com Mary Pickford
- Der müde Tod, de Fritz Lang
- Orphans of the Storm, de David W. Griffith, com Lillian Gish
- Schloß Vogeloed, de F. W. Murnau
- Seven Years Bad Luck, de e com Max Linder
- The Sheik, de George Melford, com Rudolfo Valentino
- Tol'able David, de Henry King
- Vier um die Frau, de Fritz Lang

## Nascimentos

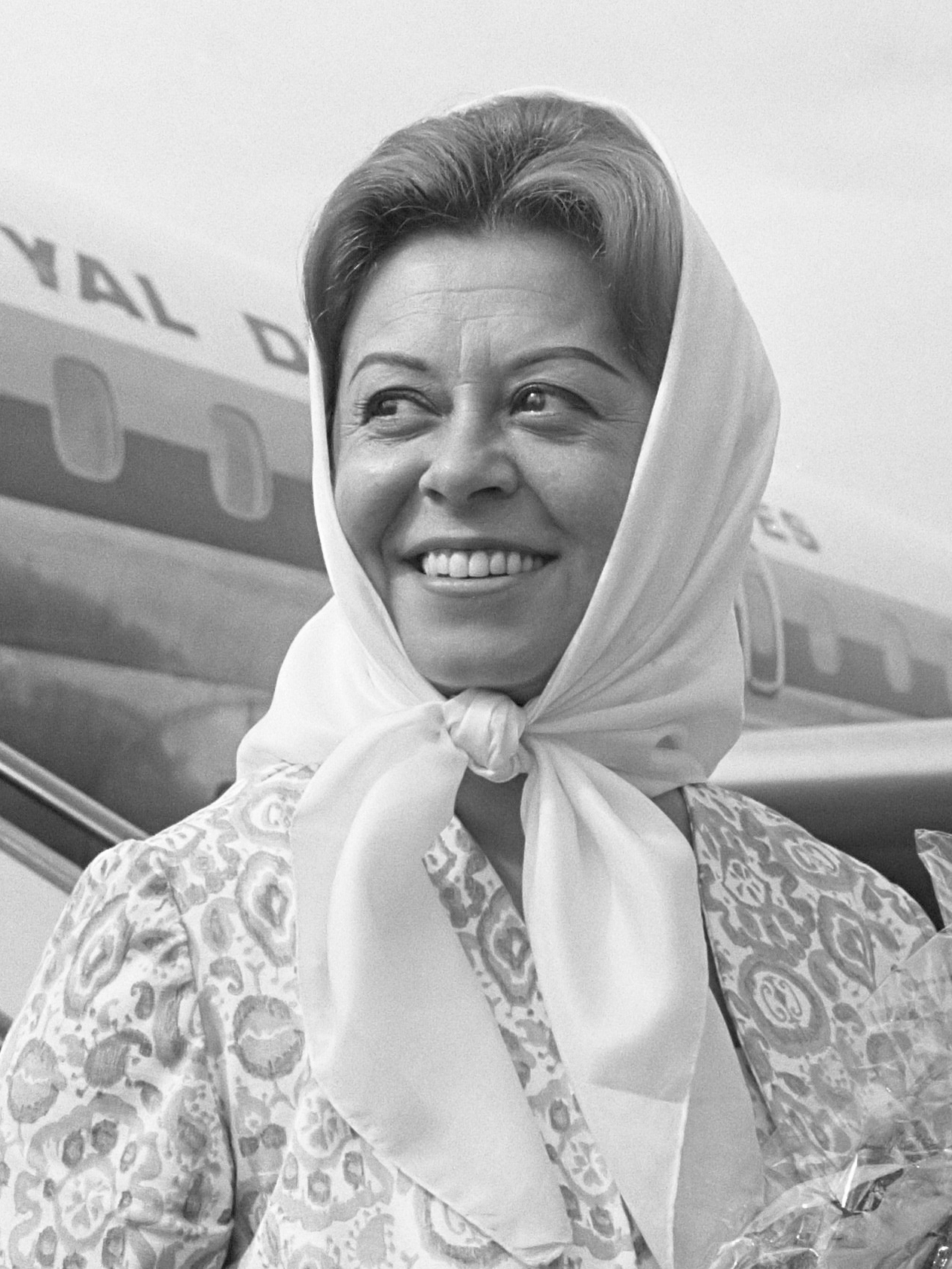
Giulietta Masina, importante atriz do cinema italiano

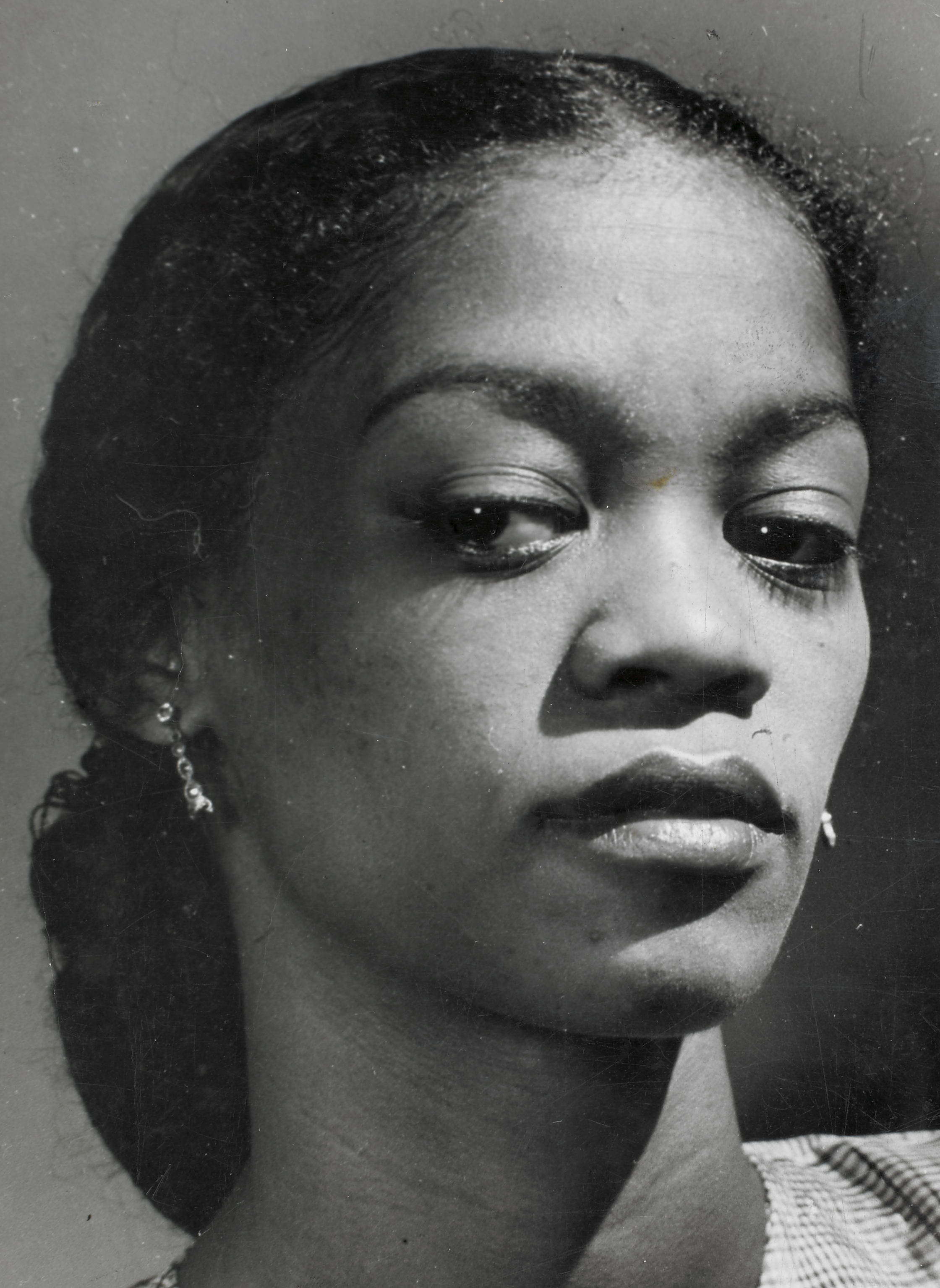
Ruth de Souza, primeira brasileira indicada ao Festival de Veneza e primeira negra a protagonizar uma novela no Brasil

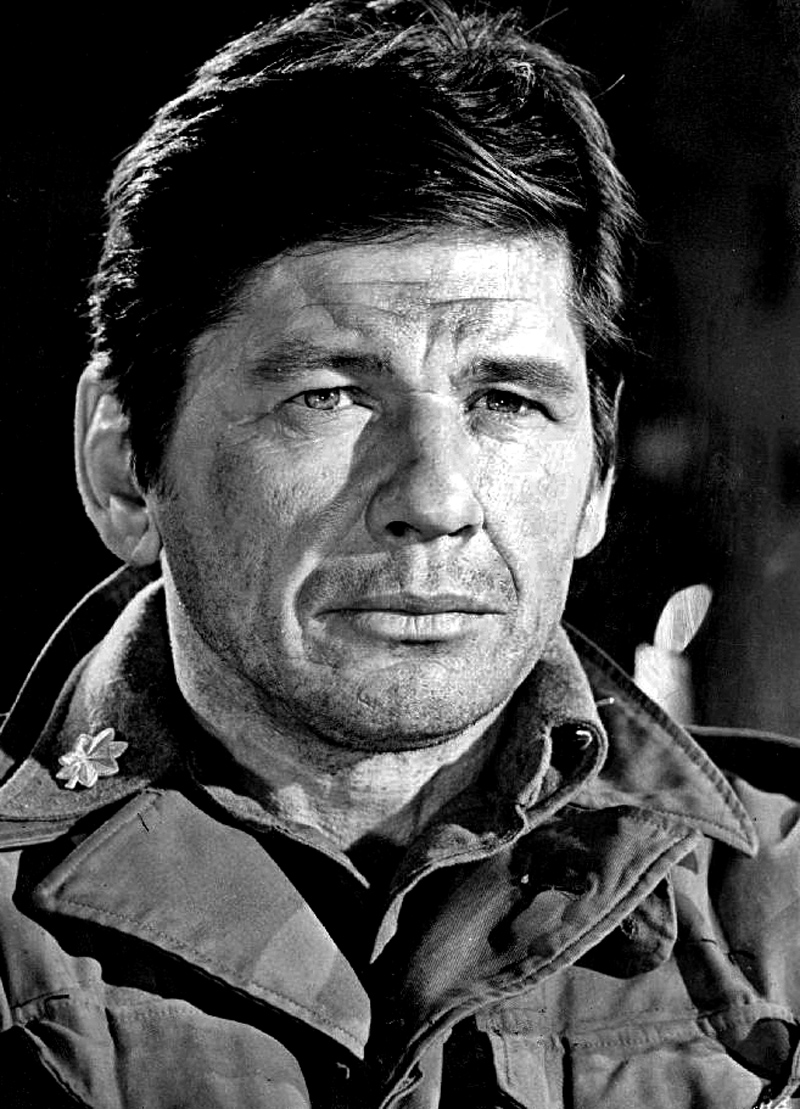
Charles Bronson, famoso por sua atuação em filmes de ação

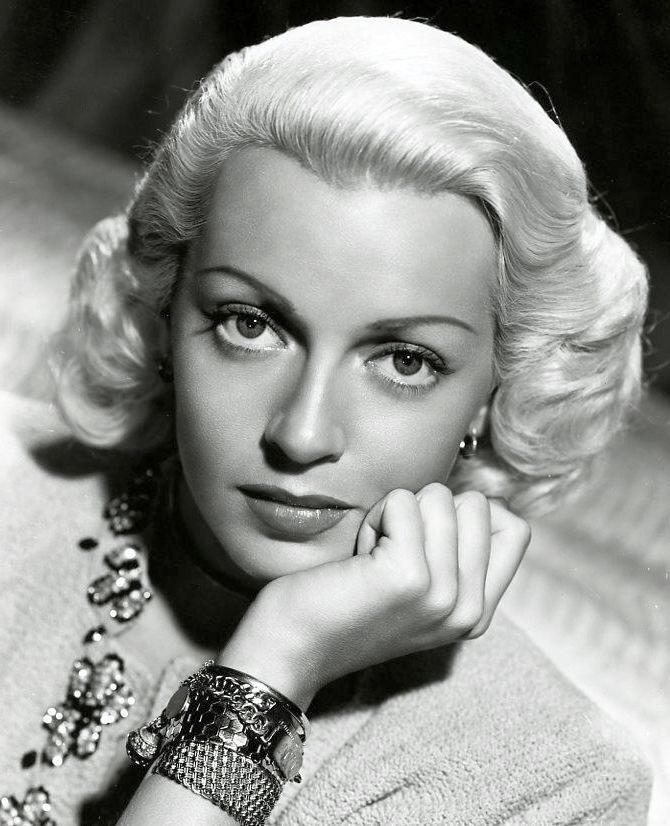
Lana Turner, atriz e pin-up estadunidense

| Data            | Nome                  | Profissão                                            | Nacionalidade  | Observações | Ref |
| --------------- | --------------------- | ---------------------------------------------------- | -------------- | ----------- | --- |
| 27 de janeiro   | Donna Reed            | atriz                                                | Estados Unidos | m. 1986     |     |
| 31 de janeiro   | Mario Lanza           | cantor lírico e ator                                 | Estados Unidos | m. 1959     |     |
| 8 de fevereiro  | Lana Turner           | atriz                                                | Estados Unidos | m. 1995     |     |
| 16 de Fevereiro | Vera-Ellen            | atriz                                                | Estados Unidos | m. 1981     |     |
| 22 de fevereiro | Giulietta Masina      | atriz                                                | Itália         | m. 1994     |     |
| 26 de Fevereiro | Betty Hutton          | actriz e cantora                                     | Estados Unidos | m. 2007     |     |
| 8 de março      | Cyd Charisse          | atriz e dançarina                                    | Estados Unidos | m. 2008     |     |
| 8 de março      | Alan Hale Jr.         | ator                                                 | Estados Unidos | m. 1990     |     |
| 25 de março     | Simone Signoret       | atriz                                                | França         | m. 1985     |     |
| 28 de março     | Dirk Bogarde          | ator                                                 | Reino Unido    | m. 1999     |     |
| 6 de abril      | Cacilda Becker        | atriz                                                | Brasil         | m. 1969     |     |
| 16 de abril     | Peter Ustinov         | ator                                                 | Reino Unido    | m. 1994     |     |
| 23 de abril     | Janet Blair           | actriz                                               | Estados Unidos | m. 2007     |     |
| 2 de maio       | Satyajit Ray          | cineasta                                             | Índia          | m. 1992     |     |
| 12 de maio      | Ruth de Souza         | atriz                                                | Brasil         |             |     |
| 30 de maio      | Jamie Uys             | cineasta                                             | África do Sul  | m. 1996     |     |
| 31 de maio      | Alida Valli           | atriz                                                | Itália         | m. 2006     |     |
| 6 de julho      | Bill Shirley          | ator, cantor e produtor de teatro                    | Estados Unidos | m. 1989     |     |
| 8 de junho      | Alexis Smith          | atriz                                                | Canadá         | m. 1993     |     |
| 12 de junho     | Luis García Berlanga  | diretor e roteirista                                 | Espanha        | m. 2010     |     |
| 21 de julho     | Jane Russell          | atriz                                                | Estados Unidos | m. 2011     |     |
| 21 de julho     | Judy Holliday         | atriz                                                | Estados Unidos | m. 1965     |     |
| 23 de julho     | Robert Brown          | ator                                                 | Reino Unido    | m. 2003     |     |
| 24 de agosto    | Zygmunt Kęstowicz     | actor                                                | Polónia        | m. 2007     |     |
| 27 de setembro  | Miklós Jancsó         | cineasta                                             | Hungria        |             |     |
| 30 de setembro  | Deborah Kerr          | atriz                                                | Reino Unido    | m. 2007     |     |
| 13 de outubro   | Yves Montand          | ator                                                 | França         | m. 1991     |     |
| 3 de novembro   | Charles Bronson       | ator                                                 | Estados Unidos | m. 2003     |     |
| 14 de novembro  | Brian Keith           | ator                                                 | Estados Unidos | m. 1997     |     |
| 21 de novembro  | Jorge Listopad        | escritor, crítico, realizador, encenador e professor | Checoslováquia |             |     |
| 20 de dezembro  | George Roy Hill       | cineasta                                             | Estados Unidos | m. 2002     |     |
| ??              | José Ernesto de Sousa | cineasta                                             | Portugal       | m. 1988     |     |

## Mortes
| Data      | Nome                  | Profissão                      | Nacionalidade | Observações | Ref |
| --------- | --------------------- | ------------------------------ | ------------- | ----------- | --- |
| 5 de Maio | William Friese-Greene | Cineasta, fotógrafo e inventor | Reino Unido   | n. 1855     |     |